# Wilhelmus Coenders van Helpen

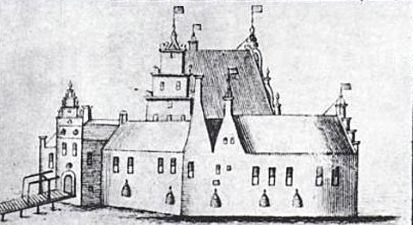
De borg Fraam te Huizinge, waarvan Berend Coenders van Helpen borgheer was. De prent is afkomstig van een kaart van Groningen uit 1678, getekend door de broers Willem en Frederik Coenders van Helpen.

Wilhelmus (Wilhelm) Coenders van Helpen (14 april 1572 - Leerort, 11 augustus 1639) was militair, landdrost van Leerort en borgheer van de borg Fraam nabij Huizinge in Groningen.

## Leven en werk
Coenders, zoon van Derck Coenders van Helpen en diens derde echtgenote Anna Tamminga, leidde een actief bestaan als militair. Hij behoorde tot het Staatse leger en was betrokken bij de veroveringen van Lingen, Groningen, Rheinberg, Sluis, Steen, IJzendijke, Aardenburg, Gulik, Oostburg en de Schenkenschanz. Hij raakte meerdere malen bij de gevechtshandelingen gewond, onder andere bij Aardenburg, Eeklo en Oostende. In 1618 werd hij benoemd tot drost en bevelhebber van de vesting  Leeroort. In datzelfde jaar volgde hij zijn overleden halfbroer Frederik Coenders van Helpen, burgemeester van Groningen, op als borgheer van de nabij Huizinge gelegen borg Fraam.

Hij overleed in augustus 1639 in zijn woonplaats Leerort. Zijn lijk werd naar Huizinge gebracht waar hij werd begraven in de Johannes de Doperkerk. Een grafzerk in het koor herinnert aan hem en aan zijn krijgsverrichtingen. De zerk werd in opdracht van zijn schoonzoon Berend Coenders van Helpen gemaakt en op zijn graf aangebracht. De zerk was zo groot, dat er een sleuf in de muur van het koor gehakt moest worden om de zerk op haar plaats te krijgen. Hij wordt ook vermeld op een luidklok uit 1629, die vanaf 1907 niet meer in de kerk aanwezig is.  De tekst op de klok luidt als volgt:
WILHELM CONDERS VAN HELPEN, HEER TOT FRAEM, TOT HUISINGA MET ANNEXE CARSPELEN HEUVELINCK, GOUVERNEUR OP LIEROORT ENDE UNICUS COLATOR TOT HUISINGA, ME FIERI FECIT ANNO DOMINI 1629. MIT GODDES HULPE HADT MICH MEISTER NICOLAS SICMANS G.GOTEN IN GRONIGEN IM JAARE CHRISTI 1629. ISDT GODT MIDT UNS, WER KAN WIDER UNS
Hij trouwde op 2 november 1606 in Groningen met Elisabeth Rolteman en kreeg 2 kinderen:
- Anna, (overl. 1676), erfdochter van de borg Fraam, huwde haar verre achterneef Berend Coenders van Helpen.
- Derk (1611-1613)